# 數位單眼相機列表
數位單眼相機（英語：Digital Single Lens Reflex Camera，缩写：DSLR）是一種以數位方式記錄成像的單眼相機，本條目主要是收錄自第一台DSLR誕生以來，所有實際商業化量產的DSLR產品。
本列表並不包括連動測距式數位相機、單眼相機的數位機背與電子式取景可換鏡頭相機（mirrorless）。

## 佳能（Canon）
- 佳能 EOS D2000（1998年3月上市，已停產）：由佳能與柯达合作，以佳能的EOS 1N基礎所推出的DSLR，屬於Kodak DCS520的雙生版本，具有200萬畫素的解析度。
- 佳能 EOS D6000（1998年12月上市，已停產）：EOS D2000的性能加強版本，Kodak DCS560的雙生版本，具有620萬畫素的解析度。
- 佳能 EOS D30（2000年4月上市，已停產）：使用300萬畫素等級CMOS感光元件，第一款針對數位需求而開發的佳能相機（但其設計基礎是底片相機EOS 50），焦長轉換率為1.6x。
- 佳能 EOS-1D（2001年8月上市，已停產）
- 佳能 EOS D60（2002年1月上市，已停產）：基本上是將EOS D30提升到600萬畫素。
- 佳能 EOS 1Ds（2002年8月上市，已停產）：佳能第一款35mm片幅DSLR。
- 佳能 EOS 10D（2003年2月上市，已停產）
- 佳能 EOS 300D（2003年7月上市，已停產）：又稱為EOS Kiss Digital（日本市場）或Digital Rebel（北美市場）。
- 佳能 EOS-1D Mark II（2003年12月上市，已停產）
- 佳能 EOS 20D（2004年7月上市，已停產）
- 佳能 EOS-1Ds Mark II（2004年8月上市，已停產）
- 佳能 EOS 350D（2005年1月上市，已停產）：又稱為EOS Kiss Digital N（日本市場）或Digital Rebel XT（北美市場）。
- 佳能 EOS 20Da（2005年2月上市，已停產）：只在日本市場銷售的天文攝影專用EOS 20D衍生版。
- 佳能 EOS-1D Mark II N（2005年7月上市，已停產）
- 佳能 EOS 5D（2005年7月上市，已停產）
- 佳能 EOS 30D（2006年2月上市，已停產）
- 佳能 EOS 400D（2006年8月上市，已停產）：又稱為EOS Kiss Digital X（日本市場）或Digital Rebel XTi（北美市場）。
- 佳能 EOS-1D Mark III（2007年4月上市，已停產）：連拍速度達到每秒10幅。
- 佳能 EOS 40D（2007年8月上市，已停產）: 佳能第一款可以利用實時取景的DSLR
- 佳能 EOS-1Ds Mark III（2007年11月上市）: 佳能首部2000萬像素的DSLR
- 佳能 EOS 450D（2008年1月上市，已停產）：又稱為EOS Kiss X2（日本市場）或Digital Rebel XSi（北美市場）。
- 佳能 EOS 1000D（2008年6月上市，已停產）：又稱為EOS Kiss F（日本市場）或Digital Rebel XS（北美市場）。
- 佳能 EOS 50D（2008年8月上市，已停產）：佳能第一款設有人面對焦功能的DSLR以及第一款採用DIGIC 4影像處理器的數碼相機，感光值高達ISO 12800。
- 佳能 EOS 5D Mark II（2008年9月上市）：第一款支援Full HD全高清拍片的DSLR，可拍攝1920 x 1080@30fps Full HD全高清有聲影片，每段影片最長可連續拍攝12分鐘，儲存格式為MPEG-4，採用了H.264編碼（38.6 Mbits/sec），在保持影片質素的同時，亦可大幅縮減檔案的大小。
- 佳能 EOS 500D（2009年3月上市）：又稱為EOS Kiss X3（日本市場）或Digital Rebel T1i（北美市場）。
- 佳能 EOS 7D（2009年9月上市）：採用雙DIGIC4處理器 APS-C級專業機型，1800萬像素，可錄儲存格式為MPEG-4　H.264編碼影片
- 佳能 EOS-1D Mark IV（2009年11月上市）：1610 萬像素，APS-H，FullHD 1,920×1,080p錄影格式為MPEG-4/AVC。
- 佳能 EOS 550D（2010年2月上市）：又稱為EOS Kiss X4（日本市場）或Digital Rebel T2i（北美市場），1800萬像素。
- 佳能 EOS 60D（2010年8月上市）：佳能第一款設有多角度旋轉LCD的DSLR。
- 佳能 EOS 600D（2011年2月上市）：設有多角度旋轉LCD，1800萬像素。又稱為EOS Kiss X5（日本市場）或EOS Rebel T3i（北美市場）。
- 佳能 EOS 1100D
- 佳能 EOS 650D（2012年6月上市）
- 佳能 EOS 60Da,类似20Da，全球发售。
- 佳能 EOS-1D X 融合了1Ds与1D的高画质高速专业机型，连拍高达14幅每秒，像素1800万
- 佳能 EOS 5D Mark III 高画质35mm全画幅专业机型，像素高达2230万
- 佳能 EOS 6D 入门级全画幅相机
- 佳能 EOS 700D（2013年上市）：APS-C片幅，搭載Hybrid CMOS AF II。
- 佳能 EOS 100D
- 佳能 EOS 70D（2013年7月上市）： 具有2020萬有效畫素APS-C片幅CMOS圖像傳感器，首台搭載Dual Pixel CMOS AF的機種。
- 佳能 EOS 7D MarkII（2014年9月上市）：APS-C片幅，7D後繼機型，亦有搭載Dual Pixel CMOS AF，為目前APS-C中等級最高者。
- 佳能 EOS 750D（2015年2月上市）：具備2420萬有效畫素APS-C片幅CMOS圖像傳感器。
- 佳能 EOS 760D（2015年2月上市）：具備2420萬有效畫素APS-C片幅CMOS圖像傳感器。
- 佳能 EOS 5DS 和 5DSR（2015年2月上市）：世界第一台像素超過 5,000 萬畫的全片幅數位單眼相機 5,060 萬像素 CMOS 影像感測器、雙 DIGIC 6 數位影像處理器與眾多最新技術。其中 EOS 5DS 尤其適合商業人像攝影，完整呈現髮絲、衣著與飾物紋理細節的呈現，而 EOS 5DS R 則藉由抵消影像感測器的低通濾鏡作用，徹底發揮 5,060 萬高像素的描繪力
- 佳能 EOS 80D（2016年3月上市）
- 佳能 EOS-1D X Mark II（2016年4月上市）
- 佳能 EOS 1300D（2016年4月上市）
- 佳能 EOS 5D Mark IV（2016年8月上市）
- 佳能 EOS 77D（2017年2月上市）即9000D，760D的後繼機種。
- 佳能 EOS 800D（2017年4月上市）
- 佳能 EOS 200D（2017年7月上市）100D後繼機種。
- 佳能 EOS 6D Mark II（2017年8月上市）：全畫幅相機，6D後繼機種。
- 佳能 EOS 4000D（2018年2月上市）
- 佳能 EOS 3000D（2018年3月上市）
- 佳能 EOS 1500D（2018年3月上市）：即2000D，1500D的後繼機種。
- 佳能 EOS 90D（2019年9月上市）80D後繼機種，具備3250萬有效畫素APS-C片幅CMOS圖像傳感器，DIGIC 8 數位影像處理器，支援4K 30P(無裁切)錄影。

## 康泰時（Contax）
Contax原本是德國光學名廠卡爾·蔡斯（Carl Zeiss）自己擁有的相機品牌，在1970年前後由於與日本電子相機大廠八州精機（也就是之後的Yashica）合作，生產線由德國完全轉移到日本境內而成為純日本生產。1983年10月時Yashica被京瓷（Kyocera）合併，Contax因此成為Kyocera旗下的品牌。不過，由於獲利不佳，在經過多年的經營之後，京瓷已在2005年4月時宣佈要結束Contax事業群的運作，而包括旗下唯一DSLR產品——Contax N Digital——在內的全部攝影產品陣線都陸續在2006年時停產。
- Contax N Digital（2000年6月上市，已停產）：世界上第一款使用全尺碼（長寬為36mm x 24mm，約與傳統35mm相機用底片相同）CCD的DSLR，實際上的畫素為600萬。

## 富士（Fujifilm）
- Fujifilm FinePix S1 Pro（1999年12月上市，已停產）：340萬畫素等級的DSLR，但由於使用富士獨特的蜂巢狀晶格排列CCD（富士稱其為SuperCCD技術）而非一般的棋盤狀排列，因此可以製造出比CCD畫素值還高的613萬等級影像。由於富士本身並沒擁有傳統單眼相機產品，因此是借用Nikon F60為基礎改良而成，可以支援所有符合Nikon F鏡頭接環規格（F Mount）的交換式鏡頭。
- Fujifilm FinePix S2 Pro（2001年12月上市，已停產）：使用Nikon F80作為基本的機身結構。
- Fujifilm FinePix S3 Pro（2004年1月上市，已停產）：使用Nikon F80作為基本的機身結構。
- Fujifilm FinePix S5 Pro（2006年10月上市，已停產）：使用Nikon D200的機身作為基本結構，採用被原廠稱為「SR Pro」的1,234萬畫素之SuperCCD影像感測器。

## 柯達（Kodak）
柯達可以說是最早將數位與攝影結合在一起的一家公司，自1991年的DCS100開始，他們推出了前後多代的DSLR產品，主要都是以專業用途為主採高價位導向。由於柯達主要擅長的是感光技術而非相機製造，因此他們歷代的產品都是以其他相機大廠所推出的傳統單眼相機之機身為基礎，加上數位感光元件而改良成DSLR。除此之外，他們也針對其他廠牌的相機推出專用的數位機背（Digital Camera Backs），運用範圍廣及歐日多個相機品牌，規格上也不是只有35mm相機才適用。柯達公司已在2005年5月公告他們停止生產所有專業數位單眼相機產品，因此DCS系列專業用DSLR也已走入歷史。
- Kodak DCS100（1991年上市，已停產）：以Nikon F3為基礎所推出的DSLR。比較特殊的是，DSC100是一架非常少見、儲存資料的媒介不在機身上的相機，而是利用訊號線將感光板所得到的數位資訊，送到一個外接的數位儲存單元（Digital Storage Unit，DSU）中儲存。
- Kodak DCS200（1992年上市，已停產）：以Nikon N8008s為基礎所推出的DSLR，儲存資訊的媒介是內建於機身上的80MB硬碟。
- Kodak DCS400系列（1995年3月上市，已停產）：以Nikon N90傳統單眼相機為基礎所開發的DSLR，共有兩版，分別是200萬畫素等級的DCS420與620萬畫素等級的DCS460。
- Kodak DCS500系列（DCS520於1998年1月上市，DCS560於同年8月上市，皆已停產）：與Canon合作以Canon EOS-1N的機身為基礎所開發的DSLR，有200萬畫素等級的DCS520與620萬畫素的DCS560。除了Kodak版本外，Canon也有推出這兩款相機的雙生版本，命名為EOS D2000與D6000。
- Kodak DCS300系列（DCS315於1998年6月上市，DCS330於1999年6月上市，已停產）：一款以Nikon Pronea 6i傳統相機為基礎所開發的DSLR，其中DCS315使用130萬畫素等級的CCD作為感光元件，焦長轉換比率為2.6x，DCS330則為3百萬畫素等級。
- Kodak DCS600系列（DCS620於1999年1月上市，DCS660於1999年5月上市，DCS620x於2000年4月上市，皆已停產）：以Nikon F5傳統單眼相機的機身為基礎所開發出的DSLR，其中包括200萬畫素等級的DCS-620與6.2百萬畫素的DCS660，以及同為200萬畫素等級但擁有超高感光值（ISO）模擬能力的DCS620x（ISO 400至4000，增強模式下可進一步強化到6400）。
- Kodak DCS700系列（DCS760於2001年2月上市，DCS720x於2001年5月上市，皆已停產）：以Nikon F5傳統單眼相機的機身為基礎所開發的DSLR，其中DCS760使用630萬畫素等級的CCD為感光元件，焦長轉換率為1.3x，DCS720x則是使用200萬畫素等級的CCD，焦長轉換率為1.6x，強調的是高ISO值與連拍能力的運動攝影用途。
- Kodak DCS Pro系列（DCS Pro-14n於2002年8月上市，DCS Pro SLR/n於2004年1月上市，DCS Pro SLR/c於2004年3月上市，皆已停產）：使用1350萬畫素等級全尺碼CMOS的專業用DSLR系列，其中DCS Pro-14n與DCS Pro SLR/n是以Nikon F80的機身作為開發基礎，DCS Pro SLR/c則是以Sigma SA9/SD9/SD10的機身為開發基礎，但使用Canon EF系列鏡頭接環。

## 柯尼卡美能達（Konica Minolta）
日本兩家攝影相關專業廠——擁有多年攝影光學技術的美能達（Minolta）與擅長底片與感光技術的柯尼卡（Konica）在2003年8月合併，一同進軍數位攝影市場，推出多款評價優異的產品，向來以敢大膽嘗試新技術而著稱。然而，高額的技術投資與好評不見得代表高額的獲利，由於不堪長期虧損，柯尼卡美能達集團已於2006年1月時將旗下光學攝影部門出售給原本是合作夥伴的日本電子產品巨擘新力（Sony），雖然仍會持續合作參與相機產品的開發 (包括 SONY 的 DSLR-A900)，但柯尼卡美能達已完全從攝影市場的經營中退出。
- Minolta RD-175：1995年与爱克发共同研发的数码相机，基于美能达α505si机身，属于数码相机早期实验性质产品。
- Minolta DiMAGE RD-3000（1999年9月上市，已停產）：使用兩片150萬等級CCD，利用影像貼合（Image Stitching）技術將獲得影像合二為一的270萬畫素等級DSLR，使用符合Minolta V Mount規格的鏡頭。
- Konica Minolta Dynax 7D（2004年8月上市，已停產）：又稱為α-7 Digital（日本市場）或Maxxum 7D（北美市場），是世界上第一款使用感光元件防手震（該廠稱為Anti-Shake）設計的DSLR，使用610萬畫素等級、APS-C尺碼CCD。
- Konica Minolta Dynax 5D（2005年6月上市，已停產）：又稱為αSweet Digital（日本市場）、Maxxum 5D（北美市場）或α-5 Digital（亞洲市場）。

## 徠卡（Leica）
德國徠卡相機跟日本松下電器有多年的合作關係，松下電器的數位相機鏡頭採用徠卡技術，徠卡則以部分由松下電器推出的數位相機作為藍本，推出姊妹型號。
- Leica Digital Module R（2005年8月上市）：簡稱DMR，產品編號14439，採用一片APS-H大小Imacon生產的1000萬像素CCD，發售套組內僅有數位機背與電力模組，使用時需搭配Leica R8或R9單眼相機，透過更換模組直接將底片單眼相機轉換成數位單眼相機。
- Leica DIGILUX 3（2006年9月上市）：Panasonic Lumix DMC-L1的雙生版本。
- Leica S2（2009年9月上市）：採用一片尺寸為30x45mm的CCD，感光面積比全片幅的135格式大56%，像素達到3750萬。
- 於2014年Photokina推出 V-Lux（Typ 114）1吋感光元件 、D-Llux（Typ 109）4/3感光元件:雙生機型Panasonic FZ1000、LX100，今年於臺灣甚至早於Panasonic上市。

## 玛米亚（Mamiya）
與一般傳統相機廠商大都是以135（35mm）底片規格為起點的發展方式不同，日本的間宮-奧林匹克（Mamiya-OP）是擅長製造中片幅相機的專業廠商。雖然業內早已存在專門為了中片幅相機而開發的專用數位機背產品，但Mamiya在2005年底時推出的Mamiya ZD，仍然是有史以來第一款中片幅單眼數位相機產品。但隨著消費機和高階DSLR的問世，Mamiya的相機銷售受到前所未有的打擊，儘管Mamiya為了挽回市場推出Mamiya ZD，仍然銷售不佳，因此Mamiya於2006年4月21日宣佈將旗下的光學及影像部門全部轉售給日本Cosmos數位影像公司，並且於2006年9月1日退出光學機械事業並同時將光學機械部門及分公司Mamiya轉讓給Cosmos，至於Mamiya相機日後維修服務，也由新公司負責。
- Mamiya ZD（2005年12月上市）：使用長48mm、寬36mm，5356×4056畫素（共計2170萬畫素）大型CCD作為感光元件的中片幅DSLR，採用該廠自有的645AF接環（645AF Mount）系統之交換式鏡頭，焦長轉換率為1.16x。

## 尼康（Nikon）
- Nikon E2/E2s（1995年上市，已停產）：使用130萬畫素等級CCD的DSLR，其中E2s是可進行每秒3幅連拍的高速機種。
- Nikon E2N/E2Ns（1996年上市，已停產）：E2/E2s系列的局部改良產品，其中E2Ns為高速專用機種。
- Nikon E3/E3s（1998年上市，已停產）：使用140萬畫素等級CCD的DSLR，其中E3s為高速專用機種。
- Nikon D1（1999年6月上市，已停產）：使用262萬畫素等級的DSLR，是以Nikon自廠的F5與F100兩款傳統單眼相機之部分結構為基礎針對數位化需求所設計出，焦長轉換率為1.5x。
- Nikon D1X（2001年1月上市，已停產）
- Nikon D1H（2001年1月上市，已停產）
- Nikon D100（2002年1月上市，已停產）
- Nikon D2H（2003年6月上市，已停產）
- Nikon D70（2003年12月上市，已停產）
- Nikon D2X（2004年8月上市，已停產）
- Nikon D2HS（2005年1月上市，已停產）：400萬畫素LBCAST图像传感器的DX画幅高速专业DSLR，是D2H的改良版。连拍速度为每秒8.5幅，CAM2000自动对焦系统，支持GPS数据写入功能，焦長轉換率為1.5x。
- Nikon D70s（2005年4月上市，已停產）: 610万畫素CCD图像传感器的DX画幅DSLR，是D70的升级版。焦距转换率为1.5x。
- Nikon D50（2005年4月上市，已停產）：610万畫素CCD图像传感器的DX画幅入门级DSLR。焦距转换率为1.5x。
- Nikon D200（2005年12月上市，已停產）：1020万畫素CCD图像传感器的DX画幅中级准专业DSLR，是D100的升级版。全畫素连拍速度为每秒5幅，CAM1000自动对焦系统，支持GPS数据写入功能，焦長轉換率為1.5x。
- Nikon D2XS（2006年6月上市，已停產）：1240万畫素CMOS图像传感器的DX画幅顶级专业DSLR，是D2X的改良版。全畫素连拍速度为每秒5幅，裁切高速模式下连拍速度为每秒8幅，CAM2000自动对焦系统，支持GPS数据写入功能，焦長轉換率為1.5x。
- Nikon D80（2006年8月上市，已停產）：1020万畫素CCD图像传感器的DX画幅DSLR。焦距转换率为1.5x。
- Nikon D40（2006年11月上市，已停產）：610万畫素CCD图像传感器的DX画幅入门级DSLR。焦距转换率为1.5x。
- Nikon D40x（2007年3月上市，已停產）：基本上跟D40一樣，但擁有1020万畫素CCD图像传感器的DX画幅入门级DSLR。焦距转换率为1.5x。
- Nikon D3（2007年11月上市，已停產）：Nikon第一款使用全尺碼CMOS传感器的专业DSLR，用以取代原本的頂級機種D2XS。其中在廠方稱為FX（相當於傳統35mm底片規格）的格式下擁有1210万有效畫素的畫質，但為了兼容Nikon原有的DX格式鏡頭，因此也可切換成有效畫素約在600萬等級的DX模式。在連拍能力上，FX與5:4格式下連拍速度為每秒9張，但在DX格式下連拍張數可進一步提升到每秒11張。除此之外，D3還擁有包括雙記憶卡插槽、實時取景（廠方稱為LV模式）等以往Nikon產品未曾使用過的新技術。
- Nikon D300（2007年11月上市：已停產）：D200之後繼機，採用SONY生產的1230萬畫素之DX格式CMOS，連拍速度每秒6張。除了與D3同樣首次使用Nikon過去不曾見到的即時取景功能外，也是Nikon第一款搭載感光元件除塵功能的DSLR。
- Nikon D60（2007年11月上市：已停產）：1020万畫素CCD图像传感器的DX画幅DSLR。D60採用雙重防塵技術，其CCD上設有一個可以主動除塵的低通濾鏡，透過高頻振動振走附在上面的塵點，更設有世界首創的Airflow氣流控制系統，透過反光鏡底部的氣流控制孔將反光鏡彈起時產生的飛塵導走，減少CCD染塵的機會。另外設有Stop-motion Animation功能，用家使用這個功能連續拍攝一系列相片後，相機便可以將相片串連起來變成一個AVI動畫檔。
- Nikon D700（2008年7月上市）：採用全尺碼CMOS传感器的中级准专业DSLR，擁有1210万有效畫素的畫質。
- Nikon D90（2008年8月上市）：採用SONY生產的1230萬畫素之DX格式CMOS，屬於世界上第一款設有影片拍攝功能的DSLR，廠方稱為D-Movie模式，最高可拍攝1280x720@24fps的HD高畫質有聲影片，並以AVI格式儲存。
- Nikon D3X（2008年12月上市）：採用原應用於SONY Alpha 900上、2450萬有效畫素全尺碼CMOS传感器的顶级专业DSLR，與D3相比可用ISO值範圍較低，但其餘功能皆與D3相同。
- Nikon D5000（2009年4月上市）：採用SONY生產、1230萬畫素DX格式之CMOS的入門級機種，是Nikon第一款附有可翻轉式多角度LCD顯示器的DSLR。
- Nikon D300s（2009年7月上市）：機能同D300的小改款　除原有的CF記憶卡槽之外，新增SD記憶卡卡槽，可同時使用兩個記憶卡卡槽。新增可錄影模式 NIKON第三部可錄影式 D-Movie DX相機，發表同時D300宣布停產
- Nikon D3000（2009年7月上市）：1020万畫素CCD图像传感器的DX画幅DSLR。
- Nikon D3s（2009年10月上市）：機能同D3的小改款　新增可錄影模式 NIKON第四部可錄影式 D-Movie FX畫幅DSLR。
- Nikon D3100（2010年8月上市）：D3000改款 CCD 改為 CMOS 新型EXPEED 2影像處理引擎。CMOS影像感應器提供1,420有效像素可錄製1080p全高清影片（單聲道）。

d4
- Nikon D7000（2010年9月上市）：第二款新型EXPEED 2影像處理引擎，CMOS影像感應器1,620萬有效像素，全新的Muti-CAM4800DX自動對焦感應器模組，能以39個自動對焦點對焦，高清影片1920 x 1080p, 24fps　有兩個SD記憶卡卡槽可使用雙SD卡，同時支援SDHC、SDXC記憶卡，可外接收音器達到立體聲收音效果。
- Nikon D5100（2011年4月5日发布）：具有1620万像素CMOS图像传感器的数码单镜反光相机。这款相机是尼康 D5000的替换产品，提供了1080p、30fps的高清视频拍摄功能。
- Nikon D4(2012年3月12日上市)
- Nikon D800(2012年3月22日上市)
- Nikon D800E(2012年4月12日上市)
- Nikon D3200(2012年4月上市)
- Nikon D600(2012年9月上市):具2,426 萬像素感光元件，為尼康第一款較為平價的全片幅數位單反相機。
- Nikon D5200（2012年11月上市） :这款相机是尼康 D5100的替换产品
- Nikon D7100（2013年3月上市）
- Nikon D5300（2013年10月上市）
- Nikon D610(2013年10月上市)
- Nikon Df(2013年11月上市)
- Nikon D3300(2014年2月上市)
- Nikon D4S(2014年3月6日上市)
- Nikon D810(2014年6月上市)
- Nikon D750(2014年9月上市)
- Nikon D5500（2015年1月上市）
- Nikon D810A(2015年2月上市)
- Nikon D7200(2015年3月19日上市)
- Nikon D500(2016年1月上市)
- Nikon D5(2016年1月上市)
- Nikon D3400(2016年9月上市)
- Nikon D7500(2017年4月上市)
- Nikon D780(2020年1月上市)

## 奧林巴斯（Olympus）
- C-2500L（1999年9月上市，已停產）: 基本構造由IS系列底片單眼相機發展而來，使用2/3"的CCD與半透射鏡取景系統，搭配不可交換等效36~110mm/f2.5~5.6的變焦鏡頭，僅能使用觀景窗取景拍攝。
- E-10（2001年1月上市，已停產）: 使用2/3"的CCD搭配不可交換135等效35~140mm/f2.0~2.4變焦鏡頭，光學取景系統由半透射反光鏡與透鏡組組成,採用紅外線測距與對比檢測混合式對焦系統。
- E-20（2001年10月上市，已停產）: 畫素由E-10的4百萬增加到5百萬的小改版。
- E-1（2003年5月上市，已停產）: 世界第一台4/3系統DSLR，世界第一台具有CCD超音波除塵功能的DSLR，強調耐候性能，採用Kodak CCD。
- E-300（2004年8月上市，已停產）： 採用Kodak CCD，世界第一台不使用五菱鏡，而是使用類似Pen F側向反射光路構造的DSLR。
- E-500  （页面存档备份，存于）（2005年8月上市，已停產）： 採用Kodak CCD，推出時為世界最輕的DSLR。
- E-330  （页面存档备份，存于）（2006年1月上市，已停產）：世界上第一款擁有光學觀景窗但同時也可選擇使用實時取景（原廠稱為Live View）的DSLR。Olympus在E-330的光學觀景窗內裝置了一個小型的CMOS感應器，能取得與觀景窗中看到一模一樣的影像後顯示在機背的可翻轉LCD上。除此之外，使用者也可選擇使用主CMOS感應器取景來取得更清晰的取景影像，此時原有的獨立鏡後測光（TTL）與自動對焦（AF）系統這兩個功能會暫時無法使用。
- E-400（2006年9月上市，已停產）：Olympus最後一台採用Kodak CCD的DSLR，推出時為世界最小最輕的DSLR。（因產量少故只在歐洲限定）
- E-510  （页面存档备份，存于）（2007年3月上市，已停產）：設有實時取景模式，亦是Olympus第一款設有感光元件防手震的DSLR。
- E-410  （页面存档备份，存于）（2007年3月上市，已停產）：是各品牌曾經量產過的DSLR重量最輕的一款產品，設有實時取景模式。
- E-3  （页面存档备份，存于）（2007年11月上市，已停產）：世界第一台具有可多項翻轉LCD的DSLR。搭配SWD鏡頭，對焦速度為世界最快速。
- E-420  （页面存档备份，存于）（2008年3月上市，已停產）
- E-520  （页面存档备份，存于）（2008年5月上市，已停產）
- E-30  （页面存档备份，存于）（2008年11月上市，已停產）
- E-620  （页面存档备份，存于）（2009年2月上市，已停產）
- E-450  （页面存档备份，存于）（2009年3月上市，已停產）：推出時為世界最小最輕的DSLR。
- E-600（2009年8月上市，已停產）：E-620的精簡版。（歐美限定）

## 松下電器（Panasonic）
- Panasonic Lumix DMC-L1（2006年6月上市，已停產）：與Olympus E-330局部共通的衍生機種，也具有與E-330相同的電子觀景窗（Live View）機能。
- Panasonic Lumix DMC-L10（2007年9月上市，已停產）：有別於其他有實時取景的DSLR，L10在實時取景時感光元件除了用作取景之外，更會以感測光線反差的方式進行對焦，期間畫面不會有任何遲滯及變黑，此舉使L10可以加入人面對焦功能，成為世界上第一款設有人面對焦功能的DSLR。

## 賓得士（Pentax）
- Pentax *ist D（2003年1月上市，已停產）
- Pentax *ist DS（2004年8月上市，已停產）：Pentax的入門DSLR機種。
- Pentax *ist DL（2005年5月上市，已停產）：Pentax的入門DSLR機種，在*ist DS上削減功能而令重量減輕。
- Pentax *ist DS2（2005年7月上市，已停產）：*ist DS的局部性能改良版本。
- Pentax *ist DL2（2006年1月上市，已停產）：*ist DL的局部性能改良版本。
- Pentax K100D（2006年6月上市，已停產）：擁有該廠稱為SR（Shake Reduction，意指「減震」）的防手震技術，此技術利用兩個慣性陀螺儀來感測機身在垂直與水平方向的加速度，並且經計算後以磁力原理高速地進行CCD元件的位置微調而達到降低手震程度。
- Pentax K110D（2006年6月上市，已停產）：基本上跟K100D相同，只是取消了防手震功能。
- Pentax K10D（2006年10月上市，已停產）：Pentax首部達1000萬畫素的DSLR，並亦具如K100D所配備的SR防手震技術。
- Pentax K100D Super（2007年7月上市，已停產）：跟K100D相同，並新增支援內置馬達鏡頭之電子連接點及CCD元件除塵功能。
- Pentax K200D（2008年1月上市，已停產）：使用與K10D相同的1000萬畫素CCD，並且擁有防滴防塵的設計
- Pentax K20D（2008年1月上市，已停產）：使用與三星電子共同研發的1400萬像素的CMOS元件，並有實時取景等新功能。
- Pentax K-m（2008年9月上市，已停產）：拥有1000万像素，与K200D相比，对焦点降为5个，取消了肩屏。
- Pentax K-7（2009年5月上市）：1460万像素中级型号，性能相对于K20D大幅度提升，为中高级产品。
- Pentax K-x（2009年9月上市）：相对K-m有较大的细节方面的改善，保持了宾得一贯小体积高性能的做法，并且提供了100种颜色搭配的外壳，非常具有创意。
- Pentax 645D（2010年3月上市）：Pentax首部中片幅DSLR，使用Kodak出品的4000萬畫素CCD。
- Pentax K-5（2010年9月上市）
- Pentax K-r（2010年9月上市）
- Pentax K-30（2012年5月上市）
- Pentax K-5II（2013年7月上市）
- Pentax K-5IIs （2013年7月上市）: Pentax首台無低通濾鏡機種。
- Pentax K-3 （2013年10月上市）
- Pentax 645Z （2014年7月上市）: 中片幅DSLR，使用 Sony 51.4MP CMOS，加入Liveview功能。
- Pentax K-S1 （2014年8月上市）
- Pentax K-S2 （2015年2月上市）: 首次內建WIFI功能
- Pentax K-3II （2015年5月上市）：Pentax首次內建GPS並移除內閃，像素偏移技術首次登場。
- Pentax K-1（2016年2月上市）: Pentax首部全片幅DSLR，使用Sony 36MP Exmor CMO，五軸五級防手震SR-II，首創多向式翻轉螢幕及LED照明功能。
- Pentax KP （2017年1月上市）
- Pentax K-1II（2018年4月上市）: K1的微升級，最高ISO達819200，像素偏移技術已可手持拍攝。

## 三星（Samsung）
韓國電子大廠三星原本是家重型機械、半導體與生產消費性電子產品的公司，並已涉足一般消費型數位相機與照相手機市場一段時間，2005年10月時三星宣布與賓得士建立合作關係，共同投入DSLR的開發，並於2006年1月17日發表該公司第一款DSLR產品——Samsung GX-1S。與他們的消費型數位相機系統同樣，三星的DSLR主要是採用德國光學廠施耐德（Schneider-Kreuznach）的鏡頭系統。
- Samsung GX-1S（2005年1月上市）：Pentax *ist DS2的雙生版本。
- Samsung GX-1L（2006年2月上市）：Pentax *ist DL2的雙生版本。
- Samsung GX-10（2006年9月上市）：Pentax K10D的雙生版本。
- Samsung GX-20（2008年1月上市）：Pentax K20D的雙生版本。

## 適馬（Sigma）
使用獨特的Foveon X3 CMOS感光元件，與傳統的馬賽克遮色片型式的CCD/CMOS相比在色彩以及銳利度有更傑出的表現，每台機身都使用SA接環。
- Sigma SD9（2002年1月上市，已停產）
- Sigma SD10（2003年9月上市，已停產）
- Sigma SD14（2006年9月上市，已停产）
- Sigma SD15（2010年6月上市）
- Sigma SD1（2011年下半年上市）
- Sigma SD1 Merrill（即將在2012年三月上市）

## 索尼（Sony）
雖然索尼長期以來一直都是數位攝影領域的大品牌，且有多家光學專業廠使用索尼所開發、製造的感光元件，但從未真的以自己的品牌涉足DSLR領域。2005年7月時索尼宣佈將與柯尼卡美能達攜手合作投入DSLR的開發銷售，並出乎意料之外地在2006年1月19日公開宣佈將直接接收合作柯尼卡美能達的攝影事業部門，以及包括α Mount鏡頭接環系統在內、相關的DSLR技術。柯尼卡美能達則於2006年3月31日正式結束攝影事業部門的營運。
A-mount
- Sony α-100（2006年6月上市，已停產）：1020萬像素，採用原本Minolta所開發的α接環，是Sony有史以來第一款DSLR產品。
- Sony α-700（2007年11月上市，已停產）：1224萬像素，採用Sony α接環，是Sony第二款DSLR產品。
- Sony α-200（2008年1月上市，已停產）：α-100的改良版，1020萬像素，重新設計了使用者介面，將一些較進階的功能取消以符合入門機種的定位，同時並取消了金屬骨架的設計以達到降低成本的目標。
- Sony α-300（2008年2月上市，已停產）：α-200的加強版，1020萬像素，設有一套全新的Quick AF Live View系統，擁有一個獨立的實時取景感光元件，可以在實時取景時如常對焦、追焦甚至連拍，原理就是使用了一片特製的反光鏡將光線全部反射至實時取景專用感光元件。由於實時取景只牽涉到取景器部分，對自動對焦模組沒有影響，因此使用實時取景時亦可以正常地使用所有自動對焦功能。
- Sony α-350（2008年2月上市，已停產）：跟α-300相同，像素提升至1420萬，同時連拍速度降至2.5FPS。
- Sony α-900（2008年9月上市，已停產）：Sony第一款使用全尺碼CMOS傳感器以及世界上第一款35mm片幅感應器中設有防手震系統的DSLR。
- Sony α-230（2009年5月上市，已停產，已停產）：1020 萬畫素、2.7 吋 TFT LCD 影像感應器。
- Sony α-330（2009年5月上市，已停產）：1020萬畫素、2.7吋TFT LCD影像感應器，可以向上翻轉135度或向下翻轉 55度。
- Sony α-380（2009年5月上市，已停產）：1420萬畫素、2.7吋TFT LCD影像感應器，可以向上翻轉135度或向下翻轉 55。
- Sony α-850（2009年8月上市，已停產）：配置與α-900相同的2460萬畫素感應器、雙BIONZ影像處理引擎的較低階機種。
- Sony α-500（2009年8月上市，已停產）：1230萬畫素、3吋LCD液晶螢幕，螢幕可以向上翻轉135度或向下翻轉55度。
- Sony α-550（2009年8月上市，已停產）：1420萬畫素、3 吋LCD液晶螢幕，螢幕可以向上翻轉135度或向下翻轉55度。
- Sony α-450（2010年1月上市，已停產）：1420萬畫素、2.7吋LCD液晶螢幕。
- Sony α-390（2010年7月上市，已停產）：1420萬像素、2.7吋可翻轉式LCD。
- Sony α-33（2010年9月上市，已停產）：1420萬像素、每秒7張高速連拍模式、15 點對焦、3吋3向式翻轉Tru Black轉式LCD。
- Sony α-55（2010年9月上市，已停產）：1620萬像素、每秒10張高速連拍模式、15 點對焦、3吋3向式翻轉Tru Black轉式LCD、GPS影像定位。
- Sony α-35（2011年7月上市，已停產）：1620萬像素、每秒7張高速連拍模式、15 點對焦、3吋3LCD。